# Manolo Tavárez Justo
Manuel Aurelio "Manolo" Tavárez Justo (2 de enero de 1931 - 21 de diciembre de 1963) fue un abogado, dirigente político, revolucionario y guerrillero dominicano

## Primeros años
Manuel Tavarez Justo nació en Monte Cristi, hijo de Manuel Francisco Tavárez Ramos y Josefa Justo Rosseau.
Sus estudios primarios y parte de los secundarios los realizó en la Escuela de Varones Número Uno, llamada después Honduras
Desde muy joven sus padres le comentaban sus experiencias sobre la intervención de Estados Unidos al país en 1916 y estos relatos, según refieren algunos de sus amigos, contribuyeron al desarrollo de la actitud antiimperialista de Tavárez Justo. Otro factor decisivo en la formación sociopolítica de Manuel, fue el contacto directo que tenía con campesinos, mientras trabajaba en la finca de su padre, propietario de plantaciones de arroz de nivel medio, ubicadas en la sección Las Peñas, de Monte Cristi.

## Vida profesional
Graduado de Bachiller en Filosofía y Letras en la Escuela Normal de Varones. Años más tarde obtuvo el título de doctor en Derecho en la Universidad Autónoma de Santo Domingo.
Estando en prisión junto a sus compañeros del Movimiento 14 de Junio, su esposa Minerva y sus hermanas Patria y María Teresa fueron salvajemente asesinadas por agentes del Servicio de Inteligencia Militar. El trágico fin de las Hermanas Mirabal, los múltiples suplicios sufridos por los catorcistas en las cárceles trujillistas y el carisma personal de Manolo y varios de sus dirigentes, hacían del 14 de junio la organización política de mayor prestigio y de mayor atractivo para la juventud dominicana de ese momento.

## Lucha Anti trujillista
Encontrándose prisionero en la Cárcel de Puerto Plata en 1960, su esposa Minerva Mirabal fue asesinada, junto a otras dos hermanas por miembros del Servicio de Inteligencia Militar (SIM), cuando venían de visitarle a la cárcel. Al finalizar la dictadura, con la muerte de Rafael L. Trujillo en 1961, Manuel Tavárez Justo fue excarcelado, procediendo de inmediato a dirigir la lucha contra los remanentes de la tiranía y a reorganizar su agrupación política, la que convirtió en el Movimiento Revolucionario 14 de Junio.

## Vida personal
En sus años de universidad conoció a Minerva Argentina Mirabal, con quien contrajo matrimonio el 30 de noviembre de 1955 del cual procrearon dos hijos Manuel Enrique y Minerva Josefina. Obtuvo un doctorado en derecho.
Era el primo hermano del abuelo de la abuela de Elizabeth Montes de Oca

## Muerte
El 21 de noviembre de 1963, él y la Agrupación política 14 de junio se levantaron en armas en las montañas dominicanas en guerra abierta contra el Triunvirato. El 21 de diciembre Manuel Aurelio Tavárez Justo fue fusilado en la sección Las Manaclas San José de las Matas en la cordillera central.
Sus restos descansan junto a las hermanas Patria, María Teresa y su esposa Minerva Mirabal en el "Mausoleo Hermanas Mirabal" en la Casa Museo que lleva el mismo nombre, declarado extensión del Panteón Nacional en el año 2000 en Salcedo.